# Supercopa de la CAF 2016
La Supercopa de la CAF 2016  fue la 24.ª edición de la Supercopa de la CAF. El encuentro organizado por la Confederación Africana de Fútbol fue disputado entre el vencedor de la Liga de Campeones de la CAF y el vencedor de la Copa Confederación de la CAF.
El partido se disputó entre el TP Mazembe de RD del Congo, campeón de la Liga de Campeones de la CAF 2015, y el Etoile du Sahel de Túnez, vencedor de la Copa Confederación de la CAF 2015, el encuentro fue disputado en el Stade Frederic Kibassa Maliba de la ciudad de Lubumbashi, RD del Congo, el 20 de febrero de 2016.
TP Mazembe ganó el partido 2–1, ganando su tercer título de la Supercopa de la CAF, tras ganar las ediciones 2010 y 2011.

## Participantes
- TP Mazembe
- Etoile du Sahel

## Estadio
| Lubumbashi                    | Lubumbashi |
| ----------------------------- | ---------- |
| Stade Frederic Kibassa Maliba | Lubumbashi |

## Partido
| 20 de febrero de 2016 | TP Mazembe           | 2-1     | Etolie du Sahel | Stade Frederic Kibassa Maliba, Lubumbashi, |                                 |
| 08:30                 | Adjei Nii 20', 45+1' | Reporte | Msakni 45+3'    | Árbitro(s): Hamada Nampiandraza            | Árbitro(s): Hamada Nampiandraza |